# Cukrownik Chybie (tenis stołowy kobiet)
Cukrownik Chybie – polski klub tenisa stołowego kobiet z siedzibą w Chybiu. W 2002 roku tenisistki z Chybia zadebiutowały  w rozgrywkach I ligi grupy południowej (drugi poziom ligowy). W 2014 roku po wygraniu rozgrywek I ligi (grupa południowa) zespół Cukrownika bez powodzenia brał udział w barażach o awans do ekstraklasy. W 2019 roku drużyna zajęła drugie miejsca w I lidze (grupa południowa) i ponownie bez sukcesu rozgrywała mecze barażowe o awans.

## Największe sukcesy (kobiety)

### Cukrownik Chybie
- Mistrz I ligi (grupa południowa): 2013/14
- Wicemistrz I ligi (grupa południowa): 2018/19
- 3. miejsce w I lidze (grupa południowa): 2012/13[2]
- Mistrz II ligi śląsko-opolskiej: 2001/02[1] oraz 2011/12[2]
- Zdobywca Pucharu Polski na szczeblu woj. śląskiego: 2011/12, 2013/14, 2015/16, 2017/18

### Cukrownik Chybie II
- Mistrz III ligi śląskiej: 2013/2014

## Sprzęt
- Stoły: Donic Persson
- Piłki: Andro*** (40 mm – białe)

## Sezon 2013/2014

### Kadra zespołu
| RKS Cukrownik Chybie   | RKS Cukrownik Chybie | RKS Cukrownik Chybie |
| Imię i nazwisko        | Narodowość           | Data urodzenia       |
| ---------------------- | -------------------- | -------------------- |
| Patrycja Wszołek       | Polska               | 16 maja 1980         |
| Beata Nowak            | Polska               | 16 czerwca 1978      |
| Marta Charkiewicz      | Polska               | 29 kwietnia 1991     |
| Ewa Kufel              | Polska               | 22 grudnia 1977      |
| Jolanta Pękała-Langosz | Polska               | 30 sierpnia 1975     |
| Adriana Paszanda       | Polska               | 13 czerwca 1989      |
| Julia Knap             | Polska               | 23 czerwca 1993      |
| Marlena Teluk          | Polska               | 4 lipca 1978         |
| Magdalena Herok        | Polska               | 11 stycznia 1998     |

### I liga kobiet – grupa południowa

#### Runda Zasadnicza
| Runda | Termin | Data                 | Drużyny                                           | Wynik | Uwagi |
| ----- | ------ | -------------------- | ------------------------------------------------- | ----- | ----- |
| I     | 1      | 09/07/13 godz. 16:00 | RKS Cukrownik Chybie – GLKS II Nadarzyn           | 9:1   |       |
| I     | 2      | 09/14/13 godz. 16:00 | LUKS Galux Skrzyszów – RKS Cukrownik Chybie       | 2:8   |       |
| I     | 3      | 09/21/13 godz. 16:00 | RKS Cukrownik Chybie – LKS Brzostowianka Brzostek | 10:0  |       |
| I     | 4      | 10/26/13 godz. 16:30 | UKS Rokicie Szczytniki – RKS Cukrownik Chybie     | 6:4   |       |
| I     | 5      | 11/02/13 godz. 16:00 | RKS Cukrownik Chybie – KU AZS UE II Wrocław       | 7:3   |       |
| I     | 6      | 11/16/13 godz. 16:00 | RKS Cukrownik Chybie – KS Start Park-M Nowy Sącz  | 8:2   |       |
| I     | 7      | 11/23/13 godz. 16:00 | LZS Victoria Chróścice – RKS Cukrownik Chybie     | 5:5   |       |
| I     | 8      | 12/07/13 godz. 16:00 | RKS Cukrownik Chybie – Klub AZS PWSZ Nysa         | 9:1   |       |
| I     | 9      | 12/14/13 godz. 16:00 | MKS Jedynka Łódź – RKS Cukrownik Chybie           | 2:8   |       |

| Runda | Termin | Data                 | Drużyny                                           | Wynik | Uwagi |
| ----- | ------ | -------------------- | ------------------------------------------------- | ----- | ----- |
| II    | 10     | 18/01/14 godz. 16:00 | KS Start Park-M Nowy Sącz – RKS Cukrownik Chybie  | 0:10  |       |
| II    | 11     | 08/02/14 godz. 16:00 | LKS Brzostowianka Brzostek – RKS Cukrownik Chybie | 0:10  |       |
| II    | 12     | 22/02/14 godz. 16:00 | Klub AZS PWSZ Nysa – RKS Cukrownik Chybie         | 3:7   |       |
| II    | 13     | 09/03/14 godz. 14:00 | RKS Cukrownik Chybie – LUKS Galux Skrzyszów       | 7:3   |       |
| II    | 14     | 16/03/14 godz. 16:00 | RKS Cukrownik Chybie – MKS Jedynka Łódź           | 6:4   |       |
| II    | 15     | 22/03/14 godz. 16:00 | GLKS II Nadarzyn – RKS Cukrownik Chybie           | 0:10  |       |
| II    | 16     | 29/03/14 godz. 16:00 | RKS Cukrownik Chybie – UKS Rokicie Szczytniki     | 5:5   |       |
| II    | 17     | 05/04/14 godz. 12:00 | KU AZS UE II Wrocław – RKS Cukrownik Chybie       | 5:5   |       |
| II    | 18     | 26/04/14 godz. 16:00 | RKS Cukrownik Chybie – LZS Victoria Chróścice     | 6:4   |       |

### Baraże o awans do Ekstraklasy
| 1. Data    | 2. Data    | Drużyny                               | 1. Wynik | 2. Wynik | Awans |
| ---------- | ---------- | ------------------------------------- | -------- | -------- | ----- |
| 24/05/2014 | 31/05/2014 | Victoria Chróścice – Galaxy Białystok | -:-      | -:-      | N/D   |
| 24/05/2014 | 31/05/2014 | MRKS Gdańsk – RKS Cukrownik Chybie    | -:-      | -:-      | N/D   |

### Tabela ligowa w sezonie 2013/2014
| Lokata | Drużyna                | Mecze | Punkty | Zwycięstwa | Remisy | Porażki | Bilans setów |
| ------ | ---------------------- | ----- | ------ | ---------- | ------ | ------- | ------------ |
| 1      | RKS Cukrownik Chybie   | 18    | 31     | 14         | 3      | 1       | 131:46       |
| 2      | LZS Victoria Chróścice | 18    | 29     | 13         | 3      | 2       | 124:56       |
| 3      | Chomik-Rokicie Gdów    | 18    | 29     | 13         | 3      | 2       | 115:65       |
| 4      | ...                    | ...   | ...    | ...        | ...    | ...     | ...          |

Pierwsze dwie drużyny zapewnią sobie udział w barażach o awans do Ekstraklasy

## Udział w I lidze południe
Zestawienie wszystkich spotkań w I lidze (3 sezony – grupa południowa).
| Statystyka tenisistek Cukrownika w I lidze (grupa południowa) |            |        |         |        |        |        |
| Mecze                                                         | Zwycięstwa | Remisy | Porażki | Sety + | Sety – | Punkty |
| 50                                                            | 28         | 6      | 16      | 286    | 204    | 62     |